# Eli Alaluf
Eli Alaluf (en hébreu : אלי אלאלוף), né le 17 février 1945 à Fès au Maroc, est un expert de la pauvreté et homme politique israélien. Il est député à la Knesset pour le parti Koulanou.